# 伊利亞·馬爾琴科
伊利亞·瓦西廖維奇·馬爾琴科（羅馬化：Illia Vasyliovych Marchenko；1987年9月8日—），烏克蘭職業網球運動員。於2005年轉為職業選手，2005-2008年主要參加挑戰賽，直至現在較少參加雙打比賽。

## 個人生活
馬爾琴科，7歲開始打網球，他的雙親為工程師，哥哥為溜冰運動員，曾參加1998年冬季奧運會，他成長道路的偶像為萊頓·休伊特與羅傑·費德勒。

## 職業生涯

### 2005-2008年
馬爾琴科，在這段期間主要參加挑戰賽，打進4個決賽，奪得1個冠軍。
2006年開始參加ATP巡迴賽，他也代表烏克蘭參加台維斯盃，與英國交手，而敗給安迪·穆雷。

### 2009年
馬賽公開賽，馬爾琴科參加的第1個ATP巡迴賽，從會外賽打進會內賽後，第一輪就遭到淘汰出局。
伊斯坦堡挑戰賽，決賽擊敗德國好手佛羅里恩·梅爾，奪得生涯第1個挑戰賽冠軍。
美國網球公開賽，在會外賽第三輪不敵马尔科·丘迪内利，而無法晉級會內賽。
克林姆林宮盃，馬爾琴科首次打進ATP巡迴賽四強，不過敗給塞爾維亞好手揚科·蒂普薩雷維奇，不過仍創出最佳成績。

### 2010年
2010年澳洲網球公開賽，第一輪擊敗持外卡參賽的前世界第一卡洛斯·莫亞，不過第二輪卻遭到俄羅斯老將尼古莱·达维登科淘汰出局。
2010年法國網球公開賽，第一輪先領先一盤下，但接下來連失三盤便遭到義大利老將波蒂托·斯塔拉切淘汰出局。
2010年溫布頓網球錦標賽，第一輪先二盤在手領先德國好手米夏埃爾·貝雷爾，最後對手退賽而晉級，但第二輪開始前，便宣布棄賽，使法國好手吉爾·西蒙不戰而勝直接晉級第三輪。

### 2016年
美國網球公開賽，第四輪不敵第三種子斯坦·瓦林卡，不過創下大滿貫最佳成績。

## 外部連結
- 伊利亞·馬爾琴科（英文/西班牙文）的官方資料
- 伊利亞·馬爾琴科的國際網球總會 職業／青少年 官方資料（英文）
- 伊利亞·馬爾琴科的官方資料（英文）